# Зулцемос
Зулцемос (њем. Sulzemoos) општина је у њемачкој савезној држави Баварска. Једно је од 17 општинских средишта округа Дахау. Према процјени из 2010. у општини је живјело 2.652 становника. Посједује регионалну шифру (AGS) 9174146.

## Географски и демографски подаци
Зулцемос се налази у савезној држави Баварска у округу Дахау. Општина се налази на надморској висини од 504 метра. Површина општине износи 19,0 km². У самом мјесту је, према процјени из 2010. године, живјело 2.652 становника. Просјечна густина становништва износи 139 становника/km².